# باشگاه فوتبال اسکاربرو اتلتیک
باشگاه فوتبال اسکاربورو اتلتیک (به انگلیسی: Scarborough Athletic Football Club) یک باشگاه فوتبال در شهر اسکاربورو، یورک‌شایر شمالی، کشور انگلستان است که در سال ۲۰۰۷ میلادی تأسیس شده‌است.

## نوشته های لوگو
نوشته های NO BATTLE - NO VICTORY در لوگو است به فارسی بدون نبرد - بدون پیروزی می شود و دوروبر پای مرغ دریایی است. و زیر پای یک مرغ دریایی یک توپ است.